# Haddabat
Adabat  (tiếng tiếng Thổ Nhĩ Kỳ: Edebet, tiếng Ả Rập: أدبات, đã Latinh hoá: Adabat), Hoặc Haddabat (tiếng Ả Rập: هضبات) là một ngôi làng ở phía bắc tỉnh Aleppo, tây bắc Syria. Nằm một số 4 km (2,5 mi) phía đông obanbey <i id="mwEA">(al-Rai)</i> và ít hơn 2 km (1,2 mi) từ biên giới đến Thổ Nhĩ Kỳ, nó là một phần hành chính của Nahiya al-Rai ở quận al-Bab. Trong cuộc điều tra dân số năm 2004, Haddabat có dân số 387.